# Крушево
Крушево (мкд. Крушево, аро. Crushuva) је град у Северној Македонији, у западном делу државе. Крушево је седиште истоимене општине.
Град Крушево познат је по низу посебности. Прво, то је највиши град у Северној Македонији, на приближно 1.200 m надморске висине. Друго, град је средиште Аромуна у Северној Македонији. Поред тога, град је историјски познат по тзв. „Крушевској републици“, веома важној за историју православног живља на тлу Македоније. Град је данас познат и по својој традиционалној архитектури.

## Географија
Град Крушево смештен је у западом делу Северне Македоније. Од најближег већег града, Прилепа град је удаљен 33 km западно, а од главног града Скопља 160 km југозападно.
Рељеф: Крушево је средиште вишег дела Пелагоније, која обухвата западни, планински обод. Насеље је положено високо, на јужним висијама Бушеве планине. Надморска висина насеља је око 1.200 m.
Клима у Крушеву је планинска због знатне надморске висине.
Воде: Како је Крушево високо положено, оно се налази у изворишном делу више потока, који су сви у сливу Црне реке, која протиче 10 km јужно од града.

## Историја
Град Крушево се помиње у документима од 15. века. Међутим, значај насеља нараста тек крајем 18. века, када се овде насељава много Цинцара Влаха из Москопоља и Грамоса, потераних услед турског и албанског зулума. Током 19. века насеље постаје познато по трговцима и занатлијама, посебно по „дунђерима“ (градитељима).
У месту је 1873. године први пут отворена српска народна школа. Први учитељи су били Деспот и Ђока Баџовић који су завршили београдску Богословију. Заједно су радили у Крушеву до 1875. године; Деспот је отишао у Србију, а Ђока у село Смиљево код Битоља. На њихова места долазе супружници Кузман и Јелена Баџовић, који ту остају до 1877. године када је школа затворена. Сви поменути Баџовићи су били родом Крушевљани.
Пре Илинданског устанка (1903) у Крушеву је било 9350 становника. У националном погледу највише је "Словена" (Срба и Бугара) којих има 4950, Цинцара је за петину мање тј. 4000, док је Арнаута 400 душа.
Августа 1903. године, за време Илинданског устанка против отоманске власти, овде је постојала тзв. „Крушевска република“, која је трајала 10-ак дана. Овај историјски догађај се слави као национални празник Северне Македоније. Њему су посвећени споменици Македонијум и споменик бици на Мечкином Камену. За оправку "грчке цркве" у Крушеву султан је послао 4.000 турских лира. А Американци су по угушењу устанка у јесен те године отворили у Крушеву "филијалу американског друштва" чији активисти су свакодневно делили помоћ. Давано је народу брашно, одећа, покривачи; само брашна је опредељено 40.000 ока.
1912. године Крушево се са околином припаја Краљевини Србији, касније Југославији. Од 1991. године град је у саставу Северне Македоније.
Из Крушева је био и познати трагично настрадали македонски певач Тоше Проески.

## Срби у Крушеву
О културним приликама сведоче и претплате на српске књиге и новине. Јефтимије Калуђеровић трговац житар у Београду, родом из вароши Крушева, претплатио се 1831. године за једну српску књигу.
Између 1868-1874. године (или 1873-1877) постојала је српска основна школа у Крушеву, коју је финансијски тајно помагала Србија. Следеће 1875. године ту као и другде насилно су затворене српске школе, захваљујући "бугарашима". Поново је прорадила српска школа 1897. године. Тада је у њу ишло 263 ученика, а учитељи су били Тома Тошкић и Антоније Петровић. Постојала је потреба да се постојећа тескобна школска зграда замени са већом. Године 1899. ђаци српске основне школе у Крушеву, свештеници нису хтели пустити у цркву, на вечерње уочи Св. Саве. Охридско-преспански владика Панарет је то наредио јер говорило се да он "не признаје да овде има Срба."
Један Србин путописац боравио је у пролазу на кратко у Крушеву, који је важио за "цинцарски центар" Тесалије. Место се налазило на висини, скрајнуто, са лошим комуникацијама. Те 1894. године има то место око 2000 кућа са око 10.000 становника. Срба је било 650, али они се нису смели изјашњавати као Срби, јер су то Турци строго забранили. Већи део Срба њих 500 пришло "Егзархату" - побугарило се. Осталих 150 је и даље признавало Цариградску (грчку) патријаршију. Најинтересантнија личност у том градићу био је владика Охридско-преспанске епархије Антим. Он је радио за српство, бодрећи оне Србе који су презрели "бугараше" да се не одроде. За његово време подигнута је православна црква у Крушеву. Владика је непрекидно на коњу крстарио околином, пазећи да буде у све упућен и да на лицу места решава проблеме. Скромни владика прозван "Арнаутин" (по месту рођења - Арнаут-Београда или Берата), своју крушевску "резиденцију" је уступио за болницу, а сам ишао да станује у кирији, о свом трошку.
Муслимана староседеоца није било, само 10 Турака чиновника. У Крушеву од турске "власти" постоје те године само један мудир, шест заптија и један суварија за пошту. То је било довољно јер се радило о тихој и мирној средини. Постојале су и три основне школе: "румунска" (цинцарска), грчка и бугарска. Становници су већи део живота проводили на раду далеко од куће, на тзв. гурбету. Они су од свих становника Македоније најдуже одсуствовали из свог места. Разликовао се Крушевски гурбет: пун (дуг 30 година) и пола (по 15 година странствују). Постојала је мања трговачка чаршија са неколико дућана за само свакодневне потребе. Наводно је у месту владала Цинцарска уврежена девиза: "филе фере фаге фиге", а што је значило: "пријатељу, донеси, једи, иди".
"Цариградски гласник" је 1903. године детаљно описао прославу празника Св. Саве у том месту. Управитељ српске школе био је 1906. године Гвозден Грујић. Кума школске славе те године Перу Анђелковића, заменио је нови Коста Соколовић. Српска школа постојала је поред грчке и влашке 1908. године, када ју је посетио француски посланик Деко из Београда. Августа 1909. године српска школа у месту је изгорела у намерној паљевини. Прилоге за градњу нове школске зграде скупљали су и Крушевци у Београду, организујући добротворни концерт код "Коларца", фебруара 1910. године.
За време "Крушевског устанка" који је крваво угашен, варош је "сва изгорела и опустошена". Становништво се расело по другим удаљеним местима и државама; од великих лепих здања остале су само рушевине. У Крушеву је 1903. године страдала православна црква са иконостасом урађеним у дуборезу у дрвету. Њега су израдила браћа Марко и Петар Филиповић дуборесци из Тара. Петар Филиповић је и умро у Крушеву. Током рада у цркви Крушевској је ослепео радећи под неповољним условима, уз свеће. Наставио је ипак рад као пуки сиромах; само правио цртеже, а други су га у дрвету дубили колачкама. За то је добијао "по једну белу меџедију". Када је умро након завршетка иконостаса, није било новца да се достојанствено сахрани, па су скупљани прилози у народу. Његово дело изгорело је у пожару који су Турци 1903. године изазвали. Године 1928. решили су Крушевчани да ангажују Петровог брата Јована - унука Нестора Алексијевића. Он је имао да обнови дело свог претка у цркви. За посао који би трајао осам година тражио је познати дуборезбар 3000 "наполеона".
Крушево је због своје надморске висине од преко 1200 m био здраво место, и у 20. веку постао чувена "ваздушна бања" за лечење и опоравак болесника са респираторним сметњама.
Дана 29. октобра 1912. године српски четници су ослободили Крушево, током Првог балканског рата. Приређен им је величанствен дочек; на улазу у место начињен је славолук на којем су биле слике краља Петра и његових синова. Силан народ их је дочекао и украсио са цвећем, а затим пратио до велике грчке цркве. Спавали су у "куцо-влашкој" школи. То је тада било можда једини чисто хришћанско место у Турској. Живело је ту четири народа, са укупно 10.000 душа. У месту је радило чак 12 основних школа и три полигимназије.
Године 1928. упутили су Крушевљани позив на јавно, црквено "скидање анатеме". Она им је наводно "бачена" 1900. године, јер су отерали владику. Бунтовни становници Крушева су те године поручили епископу Грку, Партенију из Битоља, да им не долази јер није пожељан. Када је он у пркос томе дошао међу вернике, они су га дочекали лупањем у канте и урлањем пуним мржње. Партемије је онако "разгневљен и осрамоћен" морао да оде, и излазећи из места је "проклео Крушево". Божија казна их од тада почне стизати, најпре кроз крвави Илиндански устанак, на Св. Илију 1903. године. Упали су у Крушево наоружане "комите" и начиниле пустош и погром, а онда су стигли Турци и град сасвим уништили - спалили до темеља. Уништена је и тврђава Ничета, а становници су се разбежали по околним планинама. Али многи се више нису повратили у своје домове; отишли су у Београд, Солун, Букурешт а највише наводно чак у Египат. Како су комите имале своје унутрашње саучеснике у Доњој Мали код цркве Св. Николе и у тврђави, после успостављања живота у Крушеву, мир се није повратио. Развио се сукоб између становника Горње и Доње Мале, због чега се град поделио. Град је губио просперитет, народ сиромашио, јер су били свакодневни инциденти и насиље на улицама. Прво је била подела у црквеном, а после рата по политичком опредељењу. За време сабора код оближњег манастира Св. Спаса 1928. године одиграо се сукоб између две Мале, који је завршен великом тучом верника. У Доњој Мали се "србовало" и ту је створено Певачка дружина "Јакшић", а у Горњој Мали оформиле су демократе Соколско друштво. Уследила је истог дана након бруке код манастира и велика провала облака, која је уништила усеве. Зато је дошло у свести становника, до чврсте намере да се злу стане на пут, да се зла коб прекине скидањем анатеме. Позван је владика Јосиф да о храмовној слави саборне цркве Св. Николе, скине деценијски терет са тог унесрећеног града.
Иван Јастребов Мијаке наводи као племе, а о племенима је записао: ...Бугари се нису делили на племена као Срби, међутим у оном делу што се сада назива Македонијом и сада су се сачували називи тих племена, фисова и сами житељи се деле на фисове. Мијаци и Брсјаци у Дебру, Брсцјаци од Кичева до Битоља, Пољани у Тетовском округу... Поред свих села Мале Реке или Доње у Битољском округу, Мијака има у само два села - Смиљеву и Крушеву. У овом другом је, међутим и много Влаха.

## Становништво
По попису становништва из 2021. године, град Крушево имао је 4.104 становника, следеће националне припадности:
| Национални састав према попису из 2021.‍ | Национални састав према попису из 2021.‍ | Национални састав према попису из 2021.‍ | Национални састав према попису из 2021.‍ | Национални састав према попису из 2021.‍ |
| --------------------------------------- | --------------------------------------- | --------------------------------------- | --------------------------------------- | --------------------------------------- |
|                                         |                                         |                                         |                                         |                                         |
| Македонци                               | Македонци                               |                                         | 3.053                                   | 74,4%                                   |
| Аромуни                                 | Аромуни                                 |                                         | 866                                     | 21,1%                                   |
| непописани                              | непописани                              |                                         | 146                                     | 3,6%                                    |

Традиционално становништво су Аромуни (Власи), од којих су се многи последњих деценија почели изјашњавати као Македонци.
Већинска вероисповест је православље.

## Галерија
- Крушево 1930. године
- Стара чаршија у Крушеву
- Споменик Илинданском устанку
- Црква Светог Јована у Крушеву
- Стара балканска архитектура